# Дженоа (Небраска)
Дженоа (англ. Genoa) — місто (англ. city) в США, в окрузі Ненс штату Небраска. Населення — 894 особи (2020).

## Географія
Дженоа розташована за координатами 41°26′45″ пн. ш. 97°44′0″ зх. д. / 41.44583° пн. ш. 97.73333° зх. д. (41.445874, -97.733271).  За даними Бюро перепису населення США в 2010 році місто мало площу 2,07 км², з яких 2,05 км² — суходіл та 0,02 км² — водойми.

## Демографія
Згідно з переписом 2010 року, у місті мешкали 1003 особи в 408 домогосподарствах у складі 234 родин. Густота населення становила 483 особи/км².  Було 446 помешкань (215/км²).
Расовий склад населення:
| - 96,6 % — білих - 0,4 % — корінних американців - 0,2 % — азіатів - 0,1 % — чорних або афроамериканців - 1,0 % — осіб інших рас |

До двох чи більше рас належало 1,7 %. Частка іспаномовних становила 3,4 % від усіх жителів.
За віковим діапазоном населення розподілялося таким чином: 23,4 % — особи молодші 18 років, 59,4 % — особи у віці 18—64 років, 17,2 % — особи у віці 65 років та старші. Медіана віку мешканця становила 40,7 року. На 100 осіб жіночої статі у місті припадало 99,0 чоловіків;  на 100 жінок у віці від 18 років та старших — 92,0 чоловіків також старших 18 років.
Середній дохід на одне домашнє господарство  становив 61 380 доларів США (медіана — 46 250), а середній дохід на одну сім'ю — 76 938 доларів (медіана — 63 594). За межею бідності перебувало 12,6 % осіб, у тому числі 5,0 % дітей у віці до 18 років та 26,1 % осіб у віці 65 років та старших.
Цивільне працевлаштоване населення становило 512 особи. Основні галузі зайнятості: освіта, охорона здоров'я та соціальна допомога — 29,5 %, виробництво — 12,7 %, транспорт — 12,1 %.